# 8516 Hyakkai
8516 Hyakkai este un asteroid din centura principală de asteroizi.

## Descriere
8516 Hyakkai este un asteroid din centura principală de asteroizi. A fost descoperit pe 13 octombrie 1991 la Okutama de Tsutomu Hioki și Shuji Hayakawa. Asteroidul prezintă o orbită caracterizată de o semiaxă mare de 2,76 ua, o excentricitate de 0,16 și o înclinație de 5,9° în raport cu ecliptica.